# Juan Manuel Blanes
Juan Manuel Blanes Chilabert (Montevideo, 8 de junio de 1830-Pisa, Italia, 15 de abril de 1901) fue un pintor uruguayo de gran reconocimiento en el Río de la Plata por sus interpretaciones de temas históricos locales. Por el aporte de sus pinturas a la identidad uruguaya, es considerado en su país como «el pintor de la patria».

## Biografía

### Primeros años
Nació el 8 de junio de 1830, en Montevideo. Hijo de Pedro Blanes Mendoza, un español que trabajaba de repartidor de pan, y de Isabel Chilabert Piedrabuena, argentina, fue el tercero de seis hermanos. El mayor, Gregorio, sostenía económicamente a la familia. Juan Manuel interrumpió su educación escolar en 1841 para trabajar de mandadero y colaborar también con su familia.
En 1844 realizó su primera pintura conocida, una imagen de la goleta inglesa Comodoro Purvis en la bahía de Montevideo.
Durante el Sitio de Montevideo, su madre trasladó a la familia al campo sitiador hasta su término en 1851. Su padre permaneció en Montevideo, donde murió en 1848.
Finalizado el sitio, comenzó a trabajar como tipógrafo en la imprenta del diario La Constitución; de este período son también sus primeros óleos de tema histórico, retratos y alegorías.
En 1854 instaló un taller en la calle Reconquista, donde comenzó a hacerse conocido en la sociedad uruguaya pintando retratos por encargo. De una relación con María Linari nació su primer hijo, Juan Luis. Con ellos viajó a Salto, donde continuó pintando por encargo. También retocó un óleo que había realizado en Montevideo y lo regaló al general Justo José de Urquiza con el título Alegoría Argentina.

### Mecenazgo de Urquiza
Este obsequio llamó la atención de Urquiza, con quien se entrevistó en el palacio San José y le encargó una serie de obras, por lo que se mudó con su familia a Concepción del Uruguay en 1856. También pintó un retrato del general Urquiza.
Terminado este trabajo, volvió a Montevideo con su familia aumentada por el nacimiento de su segundo hijo, Nicanor, pero a causa de la expansión de la epidemia de fiebre amarilla en Buenos Aires, viajó a esa ciudad, donde permaneció unos meses durante los cuales siguió trabajando. En 1871 expuso la obra La fiebre amarilla en Montevideo en el café de la Armonía, y Un episodio de la fiebre amarilla en Buenos Aires en el foyer del teatro Colón: la obra fue vista por multitudes. Dos años después fue seleccionada para la Exposición Internacional de Viena.

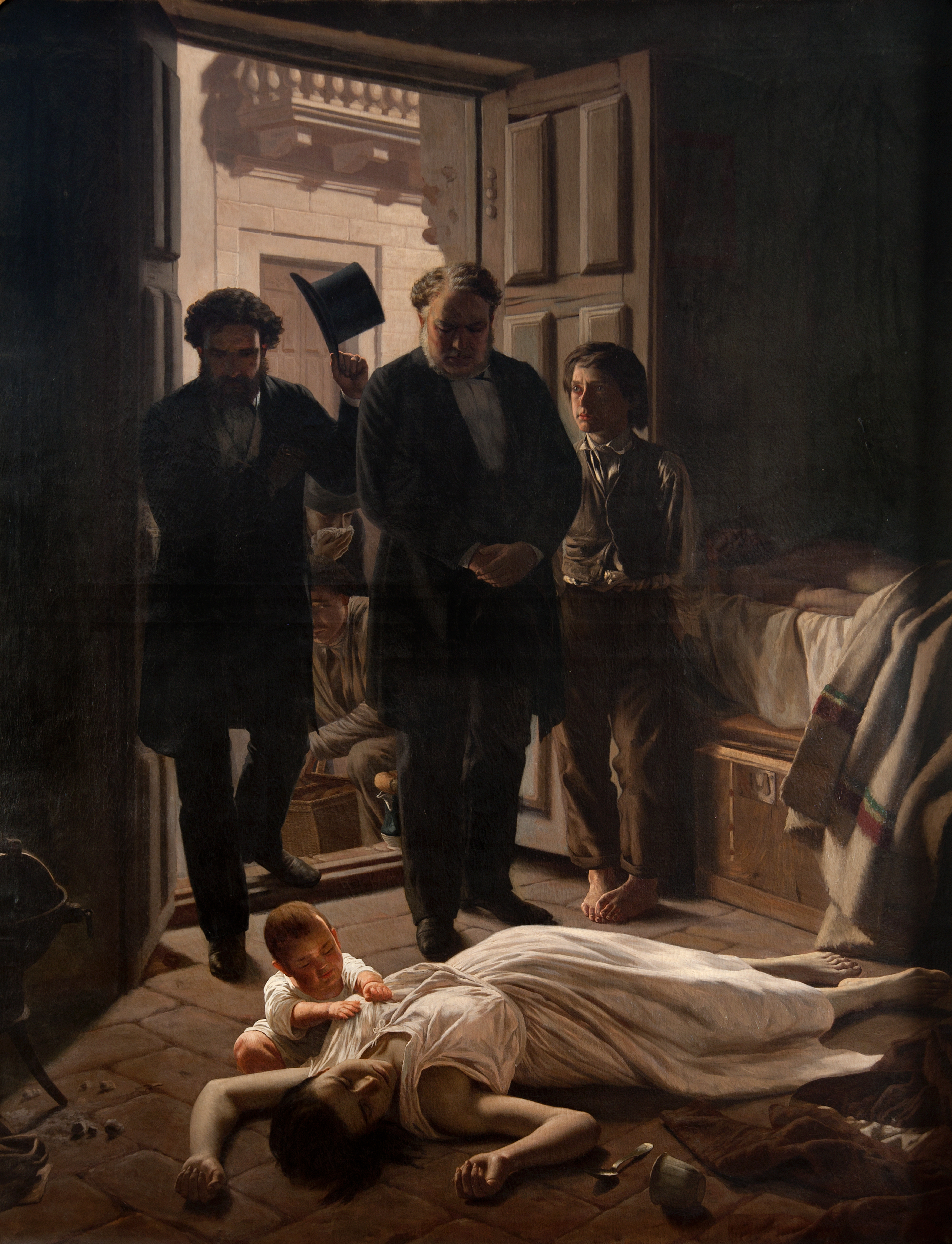
Un episodio de la fiebre amarilla en Buenos Aires, 1871, óleo sobre tela, Museo Nacional de Artes Visuales.

En 1858 obtuvo un nuevo encargo de Urquiza para decorar la recientemente construida capilla en el palacio San José, por lo que se volvió a instalar en Concepción del Uruguay, donde trabajó en una serie de siete obras sobre los Dolores de la Virgen María. Terminado este trabajo, regresó a Montevideo, donde continuó pintando retratos y cuadros de temas gauchescos.

### Viaje de estudios a Europa
En 1860 Blanes solicitó al gobierno de su país una beca para viajar a Europa a estudiar pintura por cinco años, y a cambio ofreció el envío de las obras que realizara para que su gobierno eligiese, y la promesa de fundar una academia de pintura a su regreso. El gobierno aceptó. Antes de partir, Juan Manuel se casó con la madre de sus hijos e ingresó a la masonería del Uruguay, en la logia Fe.
En Florencia tomó clases con Antonio Ciseri; también complementó con estudios de anatomía pictórica y dibujo geométrico. Realizó dibujos sobre la base de modelos de yeso, estudios de pliegues y desnudos, todo dentro de la corriente academicista.
El primer envío de obras a Uruguay no llegó a destino porque naufragó el barco en el que viajaban, pero el segundo, de 1863, llegó con dos óleos para el gobierno y dos más para regalos particulares. Le alcanzó a su hermano Mauricio para gestionarle un aumento de la beca que le fue concedida, a pesar de lo cual Blanes decidió regresar a su país, ya que dependía enteramente de los fondos de la beca que le otorgaba el gobierno de Bernardo Prudencio Berro, que estaba enfrentando en ese momento la Cruzada Libertadora de 1863 liderada por Venancio Flores.

### Regreso a América
Proyectó abrir una Escuela de Dibujo Académico en Buenos Aires, que no prosperó; realizó el cuadro histórico Ataque a RIVERA, adquirido luego por Venancio Flores, a quien también le hizo un retrato ecuestre.
Vuelto a Uruguay, viajó a Paysandú y retrató a dos militares muertos en la defensa de Paysandú: el coronel Leandro Gómez y el general Lucas Píriz; también pintó un Escudo Nacional por encargo del gobernador delegado para el Salón de Honor del Fuerte de Gobierno. Envió un proyecto a la Comisión Económico-Administrativa de Montevideo para realizar dos cuadros «patrióticos» aunque no llegó a concretarse.
Paralelamente a estas obras de temas históricos, realizó cuadros de gauchos y temas costumbristas, los que expuso en su taller y en la Casa Bousquet en 1866. También obtuvo la subvención para fundar la Academia de Alto y Serio Dibujo, que abrió sus puertas en marzo de 1867 pero las cerró al año siguiente por la falta de alumnos y el coste que significaba.
En 1868, el presidente de Uruguay Lorenzo Batlle le encargó a Blanes un retrato oficial de su predecesor, Venancio Flores, además del cual pintó su homicidio: Asesinato de Venancio Flores. En 1870 pintó otro asesinato, el de Florencio Varela.

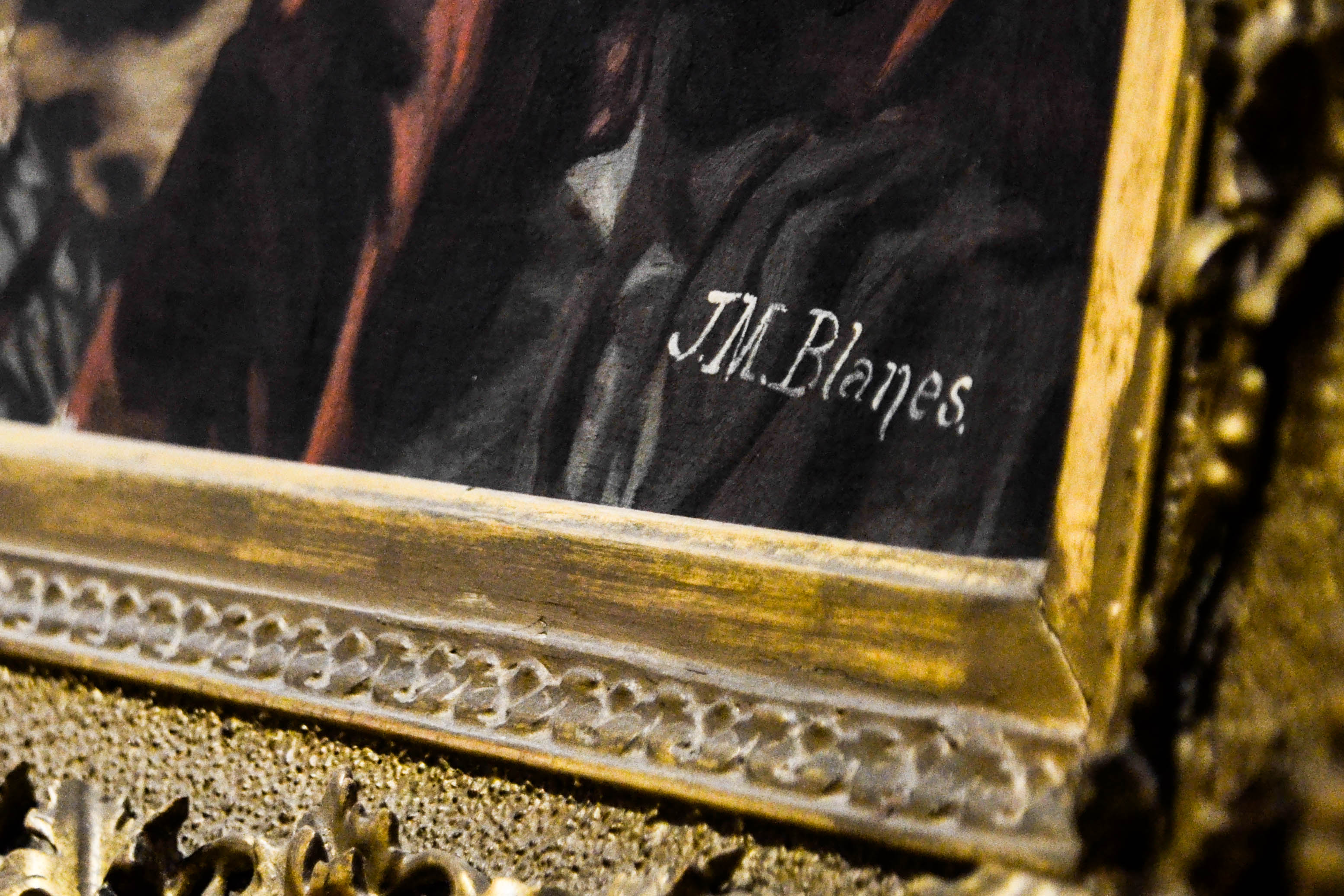
Firma de Juan Manuel Blanes en "Demonio, mundo y carne".

En 1869 envió a Urquiza, en Concepción del Uruguay, un retrato ecuestre junto con una carta en la que le cuenta a su viejo mecenas:

Exmo. Señor: Alentado por V. E. en el arte que profeso, lo estudié rigurosamente cuatro años en Europa, ayudado por el tesoro público de mi país. Cuatro años más corren ya desde mi vuelta a América, a mi patria. Las esperanzas que traía han sostenido una lucha horrible con la condición de los tiempos que mi país atraviesa. Esas esperanzas sucumben ya, Señor, bajo el peso de una adversidad para mí.

La pintura fue tajeada a lanzazos el día de la muerte de Urquiza.

#### La revista de Rancagua
A raíz del éxito de esta obra, se le encargó un cuadro con el general José de San Martín, como tema central, para lo cual eligió la revista de tropas en la cañada de Rancagua en 1820. Después de documentarse sobre el hecho, terminó la obra, la que fue expuesta en Buenos Aires en julio de 1872, en su taller. El gobierno argentino no la adquirió porque no la consideró un episodio de la historia argentina. Después de terminada la obra, Blanes corrigió el paisaje de fondo después de haber visitado Rancagua en su viaje a Chile. En 1878, el gobierno de Uruguay compró esta pintura y se la regaló al gobierno argentino con motivo del centenario del natalicio de San Martín.
También proyectó dos telas de temas históricos de Argentina, El fusilamiento de Liniers, El Cabildo Abierto del 25 de mayo de 1810, La conspiración de Alzaga y La batalla de Maipo, que no se concretaron. Algunas de las que sí se concretaron fueron El cabo de Patricios Orenzo Pío Rodríguez, sobre la defensa de Buenos Aires frente a las invasiones de 1807, y Los últimos momentos de José Miguel Carrera, basado en el libro de Benjamín Vicuña Mackenna El ostracismo de los Carrera, sobre el encarcelamiento del general José Miguel Carrera.

#### Exposiciones en Chile
Viajó a Chile para exponer en el foyer del Teatro Municipal de Santiago La revista de Rancagua y Los últimos momentos de José Miguel Carrera. Durante el viaje en barco, apuntó paisajes que luego utilizó para pintar una serie de marinas, y en Chile, realizó algunos retratos por encargo y viajó para tomar apuntes a Rancagua y a Maipo.
Los últimos momentos... tuvo muy buena aceptación, y en 1875 se expuso nuevamente como parte del envío uruguayo a la Exposición Internacional de Artes e Industrias, junto con cinco Marinas y otros óleos: obtuvo una medalla de segunda clase.
Le ofrecieron la dirección de la Escuela de Pintura, pero rechazó este cargo.
De regreso a Uruguay, pintó por encargo un telón de escena para el Teatro Solís y publicó su primer artículo sobre arte.
También viajó a la estancia Casablanca, en el departamento de Soriano, para tomar apuntes del natural para su próxima obra, El juramento de los Treinta y Tres; también pintó el óleo Estancia Casa Blanca y una serie de cuadros costumbristas.

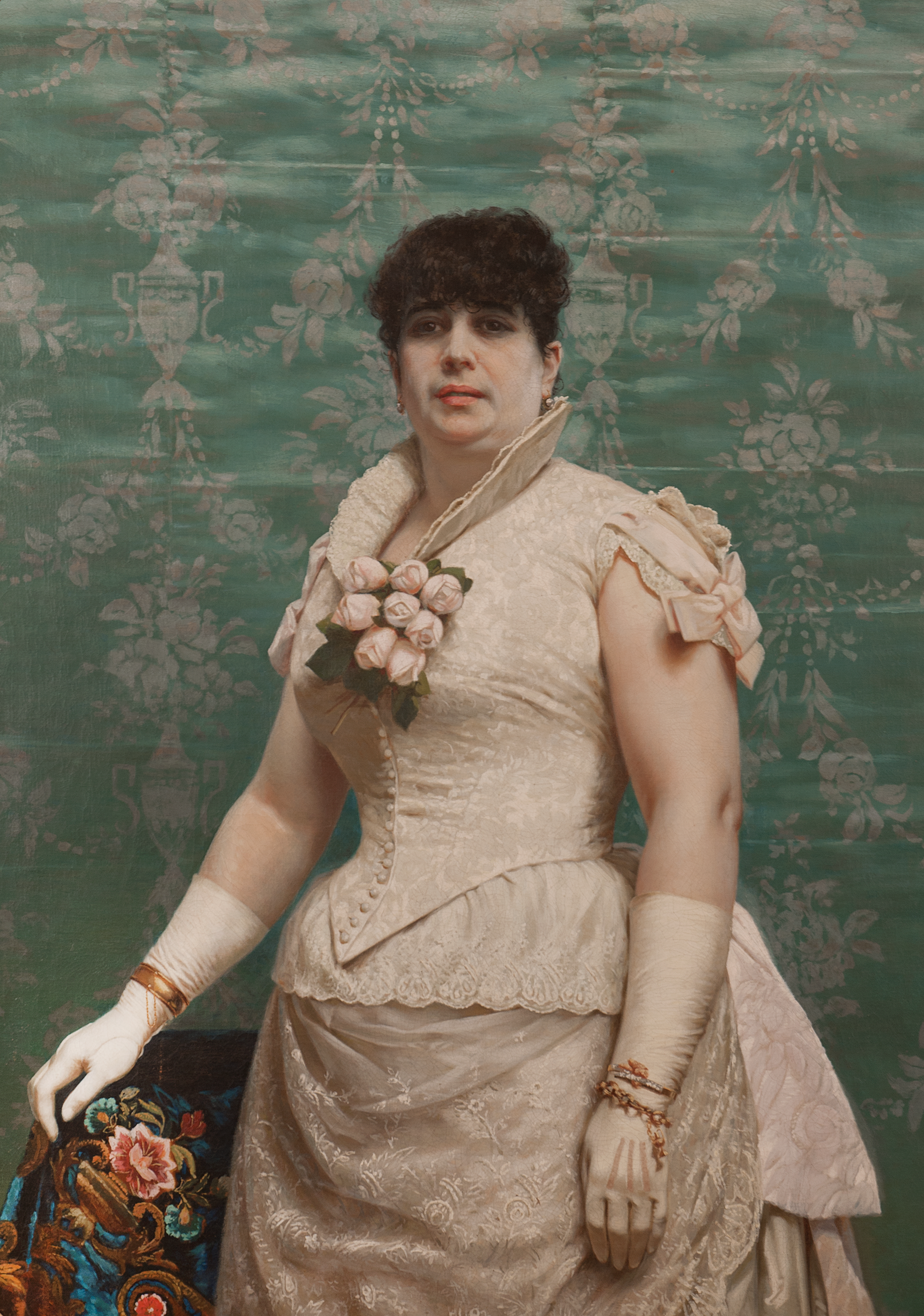
Retrato de Doña Carlota Ferreira (1883), óleo sobre tela, 130 × 100 cm, Museo Nacional de Artes Visuales.

#### El juramento de los Treinta y Tres

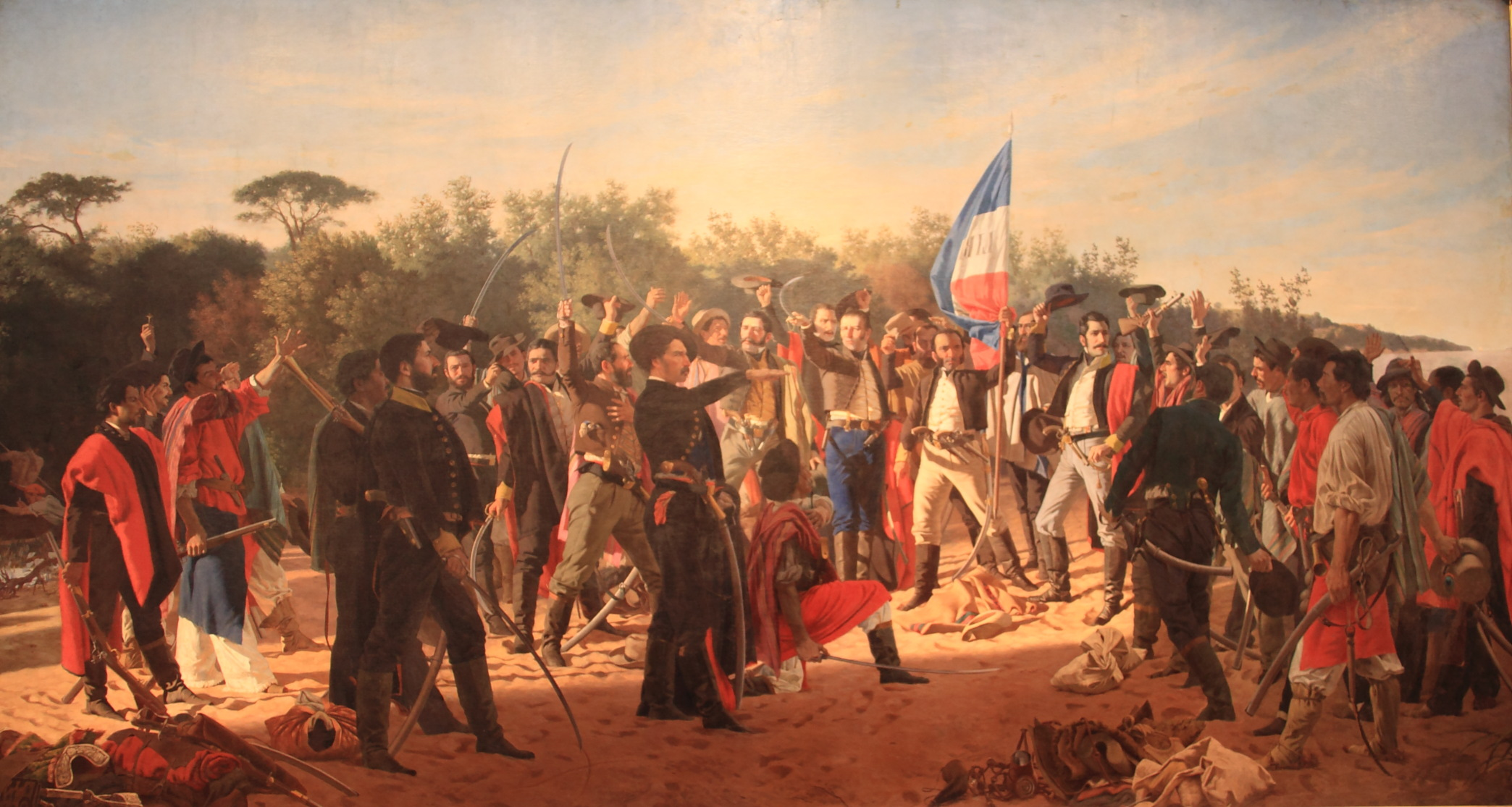
El juramento de los Treinta y Tres (1878), óleo sobre tela, 3,11 × 5,64 m, Museo Juan Manuel Blanes.

Para documentarse sobre el episodio histórico, Blanes viajó en 1875 al lugar del desembarco, en la misma fecha en que este aconteció, para tomar apuntes de luz y coloración lo más fieles posibles.
El último día de 1877 se descubrió el cuadro, en el taller del pintor, ante el presidente de la República Lorenzo Latorre; estuvo en exposición durante enero del año siguiente. En las calles se entregaba un panfleto con la descripción de la obra y sus protagonistas. Blanes mismo leyó una memoria explicativa en la sede de la Sociedad Ciencias y Artes. A fin de ese mes, regaló el cuadro al gobierno uruguayo.
El eco de la obra llegó a la otra margen del Río de la Plata, y el gobierno argentino pidió la obra prestada para exhibirla en una exposición que inauguró el presidente Nicolás Avellaneda. El juramento... viajó junto con el obsequio de Uruguay La revista de Rancagua.

#### Carlota Ferreira
En 1883 se presentó en su estudio de la calle Soriano la viuda del Dr. Regunaga (Ministro de Hacienda uruguayo durante el gobierno de Lorenzo Batlle y Grau), Carlota Ferreira, con algunas fotografías de su difunto marido, y le encargó un retrato póstumo. No hay documentación que pruebe que Blanes realizó el retrato de Regunaga, pero el de su viuda ocupa un lugar destacado en el arte uruguayo. Blanes sitúa la línea del horizonte convencional académico hacia la parte inferior del cuadro, destacando las cualidades de la figura femenina tratadas con suntuosidad pictórica. La atmósfera la acerca al clima luminoso del modernismo, aunque conserva el tratamiento académico.

## Legado

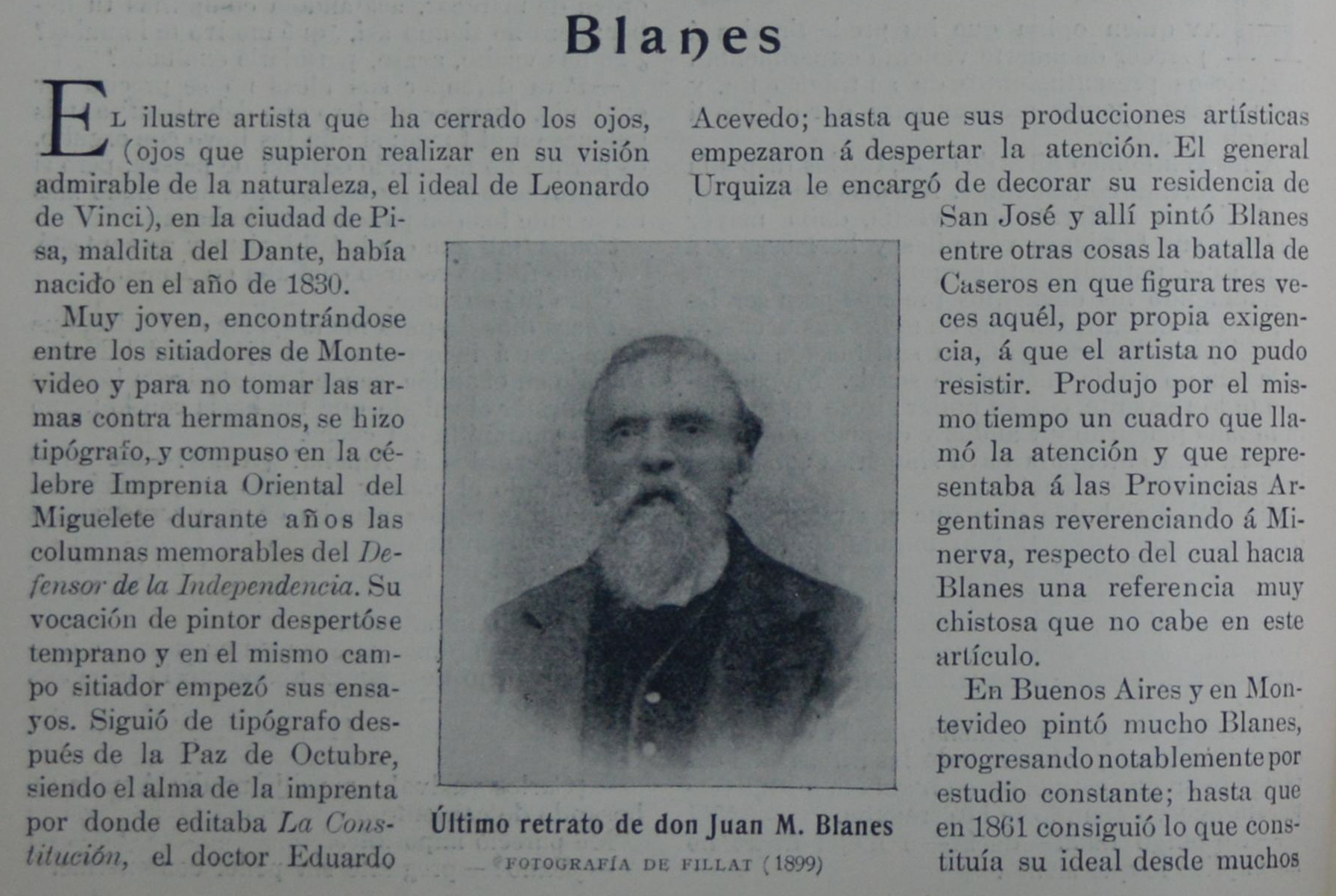
Obituario de Blanes.

Lleva su nombre el Museo Juan Manuel Blanes, que se encuentra en el barrio Prado, en Montevideo. Este museo se especializa en Historia del Arte Nacional y contiene gran parte de su obra como colección permanente.

## Lista de obras
| Obra | Título | Fecha | Características |
| ---- | --- | ----- | --- |
|      | Retrato de Artigas |       | Dibujo al carbón, sin firma, 46 × 36 cm Museo Histórico Nacional                                                                           |
|      | El Cabildo Abierto del 22 de mayo de 1810                                                                                       |       | Boceto Museo Histórico Nacional de la República Argentina                                                                                  |
|      | Chiripá rojo |       | Óleo |
|      | El descanso |       | Óleo |
|      | Escena campestre |       | Óleo |
|      | Retrato de Juan Manuel Besnes e Irigoyen                                                                                        |       | Museo Juan Manuel Blanes |
|      | Retrato de un caballero |       | Óleo sobre tela, 75 × 61 cm |
|      | Cabeza de la Virgen | ----  | Óleo sobre tabla, 21 × 16,5 cm |
|      | Batalla de Caseros | 1857  | Palacio San José, Concepción del Uruguay, Entre Ríos, Argentina                                                                            |
|      | Interior de la Capilla San José                                                                                                 | 1858  | Palacio San José, Concepción del Uruguay, Entre Ríos, Argentina                                                                            |
|      | Anatomía | 1863  | Estudio en sanguina y lápiz, 38 × 59 cm |
|      | Asesinato del General Venancio Flores                                                                                           | 1868  | Óleo sobre tela, boceto |
|      | Estudio de hombre | 1870  | Carbonilla sobre papel, 55 × 28 cm Realizada en Florencia                                                                                  |
|      | Un episodio de la fiebre amarilla en Buenos Aires                                                                               | 1871  | Óleo sobre tela, 230 × 180 cm Museo Nacional de Artes Visuales                                                                             |
|      | Boceto para la Jura de la Constitución                                                                                          | 1872  | Óleo Museo Histórico Nacional, Casa de Rivera                                                                                              |
|      | Atardecer | 1875  | Óleo sobre tela, 36 × 30 cm Museo Nacional de Artes Visuales                                                                               |
|      | El baqueano | 1875  | Óleo |
|      | El Juramento de los Treinta y Tres Orientales                                                                                   | 1877  | Óleo sobre tela, 311 × 564 cm Museo Juan Manuel Blanes                                                                                     |
|      | La taba | 1878  | Óleo sobre tela, 30 × 39 cm Museo Blanes                                                                                                   |
|      | La Paraguaya | 1879  | Óleo sobre tela, 100 × 80 cm Museo Nacional de Artes Visuales                                                                              |
|      | Artigas en la puerta de la Ciudadela                                                                                            | 1884  | Óleo sobre tela |
|      | Anciana con pañuelo rojo | 1885  | Óleo sobre tela, 23 × 16 cm |
|      | Demonio, mundo y carne | 1886  | Óleo sobre tela, 106 × 156 cm Museo Blanes                                                                                                 |
|      | El presidente Julio Argentino Roca inaugura el período legislativo del año 1886                                                 | 1887  | Óleo Congreso Nacional, Buenos Aires, Argentina                                                                                            |
|      | Ocupación militar del Río Negro en la expedición al mando del General Julio A. Roca (también llamado La Conquista del Desierto) | 1889  | Óleo sobre tela, 350 × 750 cm Museo Histórico Nacional, Buenos Aires, Argentina                                                            |
|      | Batalla de Sarandí | 1901  | Óleo sobre tela, inconcluso Museo Histórico Nacional, Casa de Lavalleja                                                                    |
|      | La acción de gracias de Las Piedras                                                                                             | 1901  | Óleo sobre tela, sin firma, 284,5 × 502 cm en coautoría con su hijo Juan Luis Blanes, inconcluso. Museo Histórico Nacional, Casa de Rivera |

## Fuente
- Página web del Museo Municipal de Bellas Artes «Juan Manuel Blanes».